# Горчаєв Михайло Дмитрович
Михайло Дмитрович Горчаєв (1886, місто Сизрань Симбірської губернії, тепер  Самарської області, Російська Федерація — 1961, місто Москва, тепер Російська Федерація) — радянський діяч, голова Центральної контрольної комісії КП(б) Азербайджану та народний комісар робітничо-селянської інспекції Азербайджанської РСР, голова виконавчого комітету Північно-Кавказької крайової ради, член ЦВК СРСР. Член Центральної контрольної комісії ВКП(б) у 1925—1934 роках, член Президії Центральної контрольної комісії ВКП(б) з 4 лютого 1932 по 26 січня 1934 року.

## Біографія
Працював робітником заводу в Сизрані.
Під час Першої російської революції, в 1905 році входив в бойову робітничу дружину в Сизрані. За революційну діяльність у 1905 році заарештований і відправлений на заслання в Астраханську губернію.
З 1907 по 1912 рік служив на російському Балтійському флоті (Кронштадт, Гельсінгфорс), старший унтер-офіцер II-ї статті. У 1912 році заарештований, засуджений до 2 років «плавучої» в'язниці.
Член РСДРП(б) з 1914 року.
З 1914 по 1917 рік — на Балтійському флоті, керував нелегальною більшовицькою організацією на кораблі «Кречет».
Після Лютневої революції 1917 року — член Гельсінгфорської ради робітничих, матроських і солдатських депутатів, член Центрального комітету Балтійського флоту (Центробалту). Брав участь у жовтневому перевороті 1917 року в Петрограді, захоплював пошту і телеграф. Потім обраний депутатом Петроградської ради.
Наприкінці грудня 1917 року направлений з групою моряків-балтійців на Урал, де брав участь у створенні загонів Червоної гвардії, а потім в боротьбі з білочехами і Колчаком. У 1918—1919 роках — у Червоній армії. Був поранений, перебував на лікуванні.
З 1919 року — на партійній роботі в Сизрані.
У 1922—1927 роках — голова Симбірської губернської Ради народного господарства; голова Симбірської (Ульяновської) губернської контрольної комісії ВКП(б).
У 1928—1929 роках — голова Кримської обласної контрольної комісії ВКП(б).
У 1929—1931 роках — голова Центральної контрольної комісії КП(б) Азербайджану та народний комісар робітничо-селянської інспекції Азербайджанської РСР.
У 1933 — січні 1934 року — голова Північно-Кавказької крайової контрольної комісії ВКП(б).
У січні — жовтні 1934 року — голова Організаційного комітету Президії ВЦВК по Північно-Кавказькому краю, голова виконавчого комітету Північно-Кавказької крайової ради.
У 1935—1937 роках — 1-й заступник голови виконавчого комітету Красноярської крайової ради.
З 1937 до липня 1938 року — директор Красноярського крайового управління «Заготхутро».
28 липня 1938 року заарештований органами НКВС. Справу Горчаєва повернуто на дорозслідування 28 липня 1939 року та пізніше припинено за реабілітуючими обставинами.
З-під варти звільнений 17 січня 1940 року, після чого займав різні керівні посади в народному господарстві.
З 1952 року — персональний пенсіонер у Москві.
Помер 1961 року в Москві. Похований на 8 ділянці Новодівочого цвинтаря Москви.